# Benirredrà
Benirredrà település Spanyolországban, Valencia tartományban. Benirredrà Gandia községgel határos. Lakosainak száma 1561 fő (2024).

## Népesség
A település lakosságának változását az alábbi diagram mutatja:
| Lakosok száma | 1260 | 1460 | 1586 | 1642 | 1650 | 1639 | 1570 | 1592 | 1548 | 1561 |
|               | 2001 | 2004 | 2007 | 2009 | 2012 | 2014 | 2017 | 2019 | 2022 | 2024 |